# 弥富村 (愛知県)
弥富村（やとみむら）は、愛知県愛知郡にあった村。現在の名古屋市瑞穂区・昭和区の一部にあたる。

## 地理
天白川の右岸、山崎川の左岸、八事丘陵南部に位置していた。

## 歴史
- 1878年（明治11年）愛知郡八事村、中根村、名古屋新田（一部）が合併して弥富村が成立[2]。
- 1883年（明治16年）愛知郡第26組となり戸長役場は広路村に設置[2]。
- 1889年（明治22年）10月1日、町村制の施行により、愛知郡弥富村が単独で村制施行し、弥富村が発足[1][2]。大字は編成せず[2]。
- 1906年（明治39年）5月10日、弥富村は二分割され、字八事・名古屋新田が愛知郡植田村、島野村、平針村と合併し、天白村を新設。字中根が呼続町に編入して廃止された[1][2]。合併後、天白村弥富、呼続町弥富となる[2]。

### 地名の由来
次の諸説あり。
1. 前途の発展を祈念したもの。
2. 谷戸・谷当の美称。

## 産業
- 農業[2]

## 教育
- 1876年（明治9年）弥富小学校（現名古屋市立弥富小学校）開校[2]。